# Alien degli abissi
Alien degli abissi é um filme italiano de 1989, do gênero filme de ficção científica dirigido por Antonio Margheriti.

## Enredo
Dois ativistas de uma organização ambientalista vão até uma pequena e isolada ilha, no meio do oceano, para investigar a existencia de experiências que envolvem radiação. Um deles é preso por soldados mas, enquanto isso uma criatura de origem alienígena, emerge das profundezas.

## Elenco
- Daniel Bosch.......Bob
- Marina Giulia Cavalli.......Jane
- Robert Marius.......Lee
- Luciano Pigozzi.......Dr. Geoffrey
- Charles Napier.......Coronel Kovacks